# Irmãos Villas-Bôas
Os Irmãos Villas-Bôas: Orlando (1914-2002), Cláudio (1916-1998) e Leonardo Villas-Bôas (1918-1961), foram importantes sertanistas brasileiros.

## Biografia
Nascidos na cidade de Santa Cruz do Rio Pardo, interior de São Paulo, com a morte dos pais, Agnello e Arlinda Villas-Bôas, a cidade de São Paulo já não os prendia. Vieram do interior paulista para a Capital, pois o pai Agnello, advogado, havia sido convidado por um escritório do ramo. Mudaram-se para uma pensão na rua Bento Freitas, esquina com a rua Marquês de Itu.

## Fundação Brasil Central - Expedição Roncador-Xingu

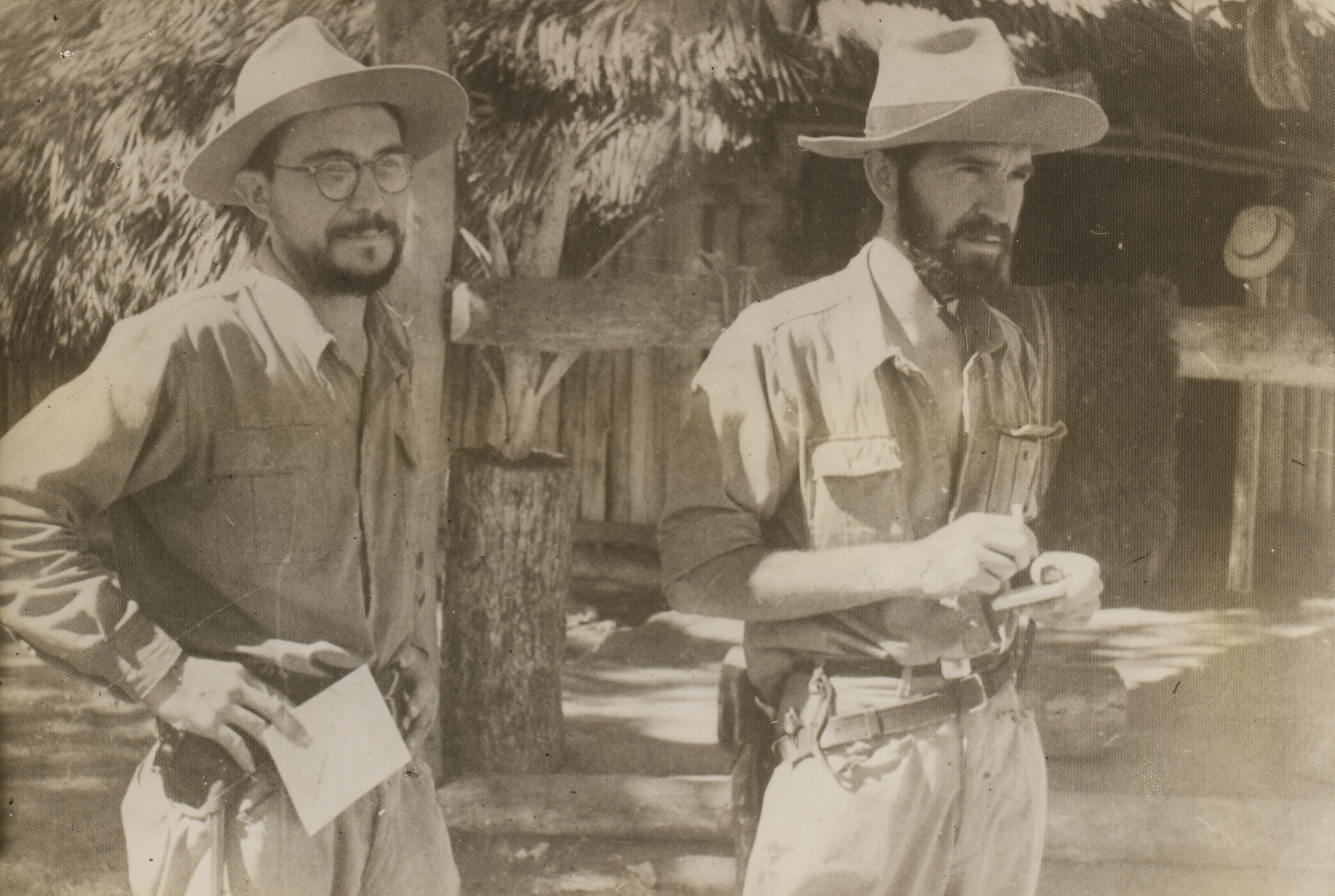
Cláudio e Orlando em um acampamento da Expedição Roncador-Xingu, 1948

O lançamento do plano de ocupação do território brasileiro, a Marcha para o Oeste no 1º dia do ano de 1938, estava em completa sintonia com os mais recentes e graves acontecimentos políticos que haviam abalado o Brasil. No dia 10 de novembro de 1937, o país ouvira, em cadeia de rádio, a decretação do Estado Novo e Getúlio Vargas (1882-1954) permaneceria na presidência da República até 29 de outubro de 1945.
Vargas passou a governar através de decretos-lei e mobilizou o país em uma campanha de integração nacional: A Marcha para o Oeste. Nas palavras de Vargas, pronunciadas naquele primeiro dia do ano:
A civilização brasileira a mercê dos fatores geográficos, estendeu-se no sentido da longitude, ocupando o vasto litoral, onde se localizaram os centros principais de atividade, riqueza e vida. Mais do que uma simples imagem, é uma realidade urgente e necessária galgar a montanha, transpor os planaltos e expandir-nos no sentido das latitudes. Retomando a trilha dos pioneiros que plantaram no coração do Continent em vigorosa e épica arrancada, os marcos das fronteiras territoriais, precisamos de novo suprimir obstáculos, encurtar distâncias, abrir caminhos e estender fronteiras econômicas, consolidando, definitivamente, os alicerces da Nação. O verdadeiro sentido de brasilidade é a Marcha  para o  Oeste. No século XVIII, de lá jorrou o caudal de ouro que transbordou na Europa e fez da América o Continente das cobiças e tentativas aventurosas. E lá teremos de ir buscar: — dos vales férteis e vastos, o produto das culturas variadas e fartas; das entranhas da terra, o metal, com que forjar os instrumentos da nossa defesa e do nosso progresso industrial.(Saudação aos Brasileiros, Pronunciado no Palácio Guanabara e Irradiada Para Todo o País, à Meia-Noite de 31 de Dezembro de 1937)

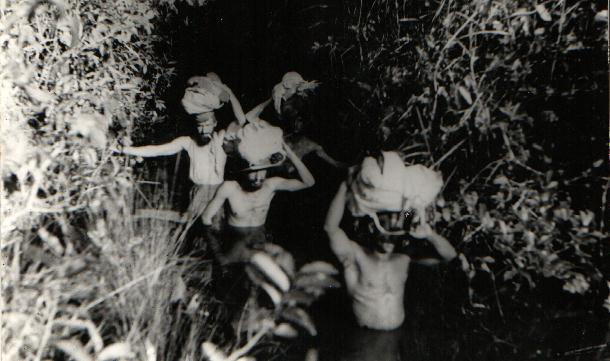
Expedição Roncador-Xingu, década de 1940

Orlando, Cláudio e Leonardo tomaram parte desde as primeiras atividades da vanguarda da Expedição Roncador-Xingu criada pelo governo federal no início de 1943 com o objetivo de conhecer e desbravar as áreas mostradas em branco nas cartas geográficas brasileiras. O índio apareceria, mais tarde, diante da expedição como um "obstáculo".
Posteriormente foram designados chefes da expedição. Em face disso foram acelerados todos os trabalhos em andamento, possibilitando assim que fosse vencida a grande e difícil etapa (Rio das Mortes - Alto Xingu). A segunda etapa, ainda mais longa (Xingu - Serra do Cachimbo - Tapajós), deixou no roteiro uma dezena de campos de pouso. Alguns desses campos - Aragarças, Barra do Garças, Xavantina, Xingu, Cachimbo e Jacareacanga, foram mais tarde transformados em Bases Militares e em importantes pontos de apoio de rotas aéreas nacionais e transcontinentais pelo Ministério da Aeronáutica. Outros campos intermediários como o Kuluene, Xingu, Posto Leonardo Villas-Bôas, Diauarum, Telles Pires e Kren-Akôro, tornaram-se postos de assistência aos índios.
Leonardo, Cláudio e Orlando foram os principais idealizadores e participaram do grupo integrado pelo Marechal Cândido Mariano da Silva Rondon, Heloísa Alberto Torres – então diretora do Museu Nacional, Café Filho - então vice-presidente da República, brigadeiro Raimundo Vasconcelos de Aboim, Darcy Ribeiro e José Maria da Gama Malcher - diretor do Serviço de Proteção aos Índios, que, pleiteou ao presidente da República a criação do Parque Nacional do Xingu. A criação desse parque visava a preservar a fauna e a flora ainda intocadas da região, assim como resguardar as culturas indígenas da área. Dessa  reunião também participou o médico sanitarista Noel Nutels.

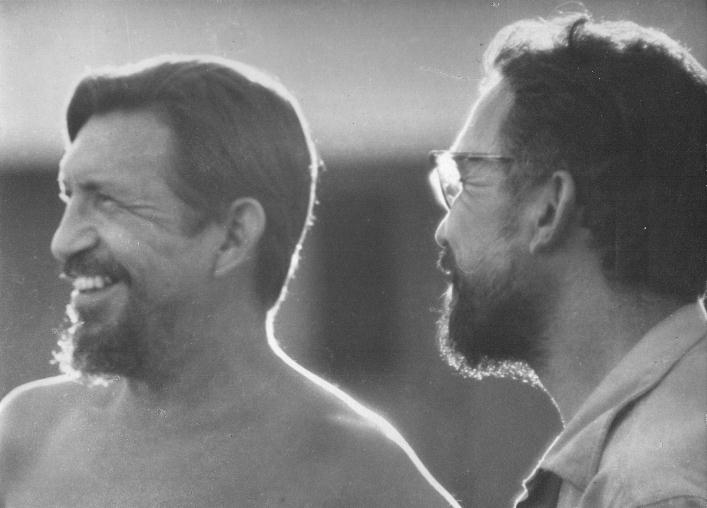
Orlando e Cláudio Villas-Bôas

Como decorrência dos esforços envidados pelos irmãos Villas-Bôas e pelo auxílio das personalidades citadas, foi criado, em 1961, o Parque Nacional do Xingu, a mais importante reserva indígena das Américas.
No que tange à fauna e à flora, a reserva procuraria guardar para o Brasil futuro um testemunho do Brasil do Descobrimento, considerando-se a descaracterização violenta pela qual vem passando as nossas reservas naturais. Ali, a reserva  mostraria ao Sul os últimos descampados e cerrados do Brasil Central - para através de uma transição busca, mostrar ao Norte, com toda a exuberância, a Hileia Amazônica caracterizada pelas seringueiras, cachoeiras, castanheiras e as gigantescas samaumeiras.

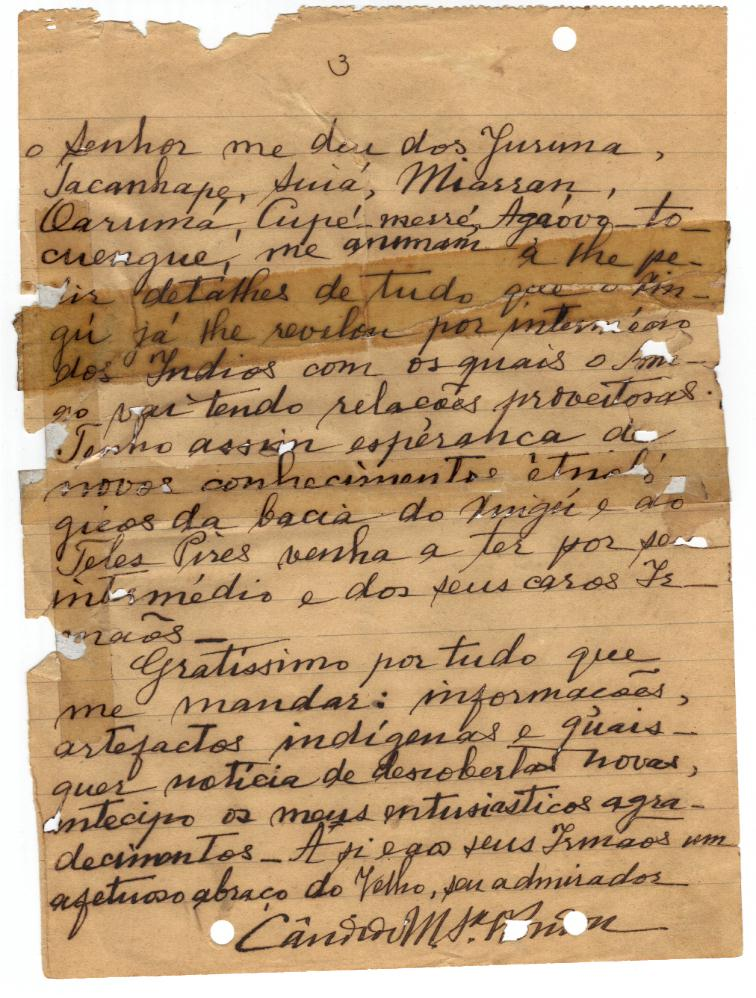
Carta de próprio punho do Marechal Rondon para os Irmãos Villas-Bôas. O marechal só escrevia de próprio punho para sua filha e para os Villas-Bôas. É importante atentar para o encerramento da carta: "afetuoso abraço do velho, seu admirador Cândido M. S. Rondon"

Por fim, cabe registrar que no roteiro das Expedição Roncador-Xingu, órgão da vanguarda da Fundação Brasil Central, em toda a sua extensão entre os Rios Araguaia e Mortes, Mortes e Kuluene (região da Serra do Roncador), Kuluene-Xingu (abrangendo extenso vale), Xingu-Mauritsauá (cobrindo ampla região do Rio Teles Pires ou São Manuel, alcançando, ainda, a encosta e o alto da Serra do Cachimbo, nasceram mais de quarenta municípios e vilas, quatro bases de proteção de voo do Ministério da Aeronáutica, dentre as quais se destaca a Base da Serra do Cachimbo.
A permanência efetiva dos irmãos Villas-Bôas na área do sertão foi de 42 anos.

### A política indigenista proposta pelos irmãos Villas-Bôas
O posicionamento dos irmãos Villas-Bôas acerca da política indigenista brasileira, foi tributário das idéias do Marechal Rondon. Nesse sentido, mostrou-se pautado por uma intensa preocupação protecionista e preservacionista relativamente aos povos indígenas, procurando, contudo, interferir o mínimo possível na vida e na organização social desses povos. Foi com base nessas premissas que eles conduziram pacificamente o contato com todas as tribos indígenas da região do Xingu e lá implantaram uma reserva (Parque Indígena do Xingu), cuja intenção básica foi proteger e resguardar os povos indígenas xinguanos de contatos indiscriminados com as frentes de penetração de nossa sociedade.
Trata-se de um posicionamento que, em linhas gerais, caminha no sentido da orientação pacifista rondoniana, mas que, entretanto, não se restringe a ela, pois a perspectiva dos Villas-Bôas não visava mais a pacificação dos índios com vistas a transformá-los em trabalhadores rurais.  Ao contrário, a partir dos contatos e das relações privilegiadas que tiveram com as populações indígenas do Xingu, os irmãos Villas-Bôas puderam apreender toda a riqueza cultural das mesmas, o que os levou a defender não apenas a sua integridade física, mas também sua integridade cultural.
Conforme enfatiza Darcy Ribeiro, “os Villas-Bôas dedicaram todas as suas vidas a conduzir os índios xinguanos do isolamento original em que os encontraram até o choque com as fronteiras da civilização. Aprenderam a respeitá-los e perceberam a necessidade imperiosa de lhes assegurar algum isolamento para que sobrevivessem. Tinham uma consciência aguda de que, se os fazendeiros penetrassem naquele imenso território, isolando os grupos indígenas uns dos outros, acabariam com eles em pouco tempo. Não só matando, mas liquidando as suas condições ecológicas de sobrevivência.” (RIBEIRO, Darcy. Confissões. São Paulo: Companhia das Letras, 1997, p. 194)
O antropólogo americano Shelton Davis, ao analisar os dois principais modelos de política indigenista que se confrontaram no Brasil durante a segunda metade do século XX, ressalta:
“when the Brazilian National Indian Foundation (FUNAI) was created in 1967, two opposing models of Indian policy existed in Brazil. One of these models, which was radically protectionist in nature, was developed by Orlando, Claudio, and Leonardo Villas-Boas in the Xingu National Park. According to this model, Indians tribes should be protected by the federal government from frontier encroachments in closed Indian parks and reserves, and be prepared gradually, as independent ethnic groups, to integrate into the wider society and economy of Brazil. In opposition to the Villas-Boas brothers’ philosophy was a second model of Indian policy that was developed by the Brazilian Indian Protection Service in the final years of its existence and later assumed by FUNAI. This model was developmentalist in nature and was based on the premise that Indian groups should be rapidly integrated, as a reserve labor force or as producers of marketable commodities, into the expanding regional economies and rural class structures of Brazil.” (DAVIS, Shelton. Victims of the miracle. New York: Cambridge University Press, 1977, p. 47-48.
"Quando a Fundação Nacional do Índio (FUNAI) foi criada em 1967, dois modelos opostos de uma política indigenista existiam no Brasil. Um desses modelos, que era radicalmente protecionistas na natureza, foi desenvolvido por Orlando, Cláudio e Leonardo Villas-Bôas no Parque Nacional do Xingu. Segundo este modelo, as tribos indígenas devem ser protegidos pelo governo federal a partir de invasões na fronteira fechada, parques indígenas e reservas, e estar preparado gradualmente, como independente, grupos étnicos, para se integrarem na sociedade em geral e a economia do Brasil. Em oposição à filosofia dos irmãos Villas-Bôas era um segundo modelo de política indigenista que foi desenvolvido pelo Serviço de Proteção ao Índio Brasileiro nos últimos anos de sua existência e, posteriormente, assumido pela FUNAI. Este modelo foi desenvolvimentista na natureza e foi baseada na premissa de que os grupos indígenas devem ser rapidamente integrados, como força de trabalho de reserva ou como produtores de bens transaccionáveis, nas economias em expansão regional e rural, estruturas de classe do Brasil. "(DAVIS, Shelton. Vítimas do milagre de Nova York:. Cambridge University Press, 1977
Os irmãos Villas-Bôas sustentavam uma política indigenista fundada em dois princípios básicos: a)os índios só sobrevivem em sua própria cultura; b)os processos integrativos ocorridos historicamente no Brasil teriam, via de regra, conduzido à desagregação das comunidades indígenas e não à sua efetiva participação em nossa sociedade. No prefácio da versão inglesa de seu livro Xingu: os índios, seus mitos, Cláudio e Orlando Villas-Bôas afirmavam que: “In our modest opinion, the true defense of the Indian is to respect him and to guarantee his existence according to his own values. Until we, the “civilized” ones, create the proper conditions among ourselves for the future integration of the Indians, any attempt to integrate them is the same as introducing a plan for their destruction. We are not yet sufficiently prepared.” (VILLAS-BÔAS, Orlando; VILLAS-BÔAS, Cláudio. Xingu: the Indians, their myths. New York: Farrar, Straus and Giroux, 1973, p. vii)
Leonardo, o mais jovem, faleceu em 1961, Cláudio, faleceu em 1998 e Orlando o mais velho faleceu em 2002.

## Os índios
No aspecto dos índios, os irmãos Villas-Bôas implantaram uma nova política indigenista, que, basicamente, consiste na defesa dos valores culturais dos índios, como único meio de evitar a marginalização e o desaparecimento dos grupos tribais. A partir da máxima segundo a qual “O índio só sobrevive na sua própria cultura”, os irmãos Villas-Bôas conseguiram implantar uma nova forma de relacionamento entre nossa sociedade e as comunidades indígenas brasileiras. Essa política vem sendo esposada por etnólogos e entidades científicas não só nacionais, como estrangeiras.
Os Villas-Bôas mostraram que a antiga visão que a sociedade nacional tinha acerca do índio era absolutamente equivocada. Não se tratava, portanto, de sociedades selvagens, sem regras e sem estrutura social como se narrava na época do Descobrimento do Brasil. A nova imagem do índio, trazida pelos Villas-Bôas à nossa sociedade, era a de uma sociedade equilibrada, estável, erguida sobre sólidos princípios morais e donos de um comportamento ético que sustentava uma organização tribal harmônica. A esse respeito Cláudio Villas-Bôas teria dito certa feita:
“Se achamos que nosso objetivo aqui, na nossa rápida passagem pela Terra, é acumular riquezas, então não temos nada a aprender com os índios. Mas se acreditamos que o ideal é o equilíbrio do homem dentro de sua família e dentro de sua comunidade, então os índios têm lições extraordinárias para nos dar.” Cláudio Villas-Bôas

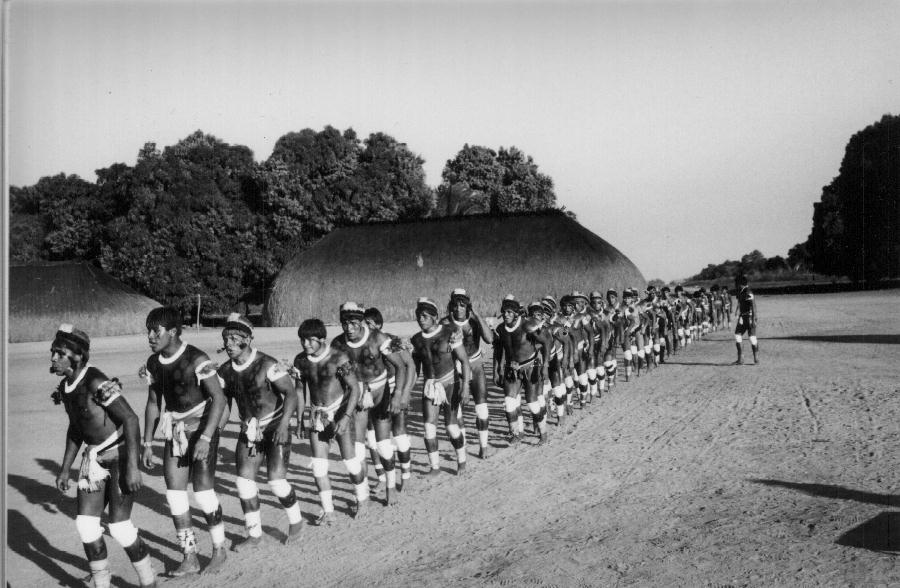
Fila de índios se apresentando para a cerimônia do Kuarup

## Parque Indígena do Xingu

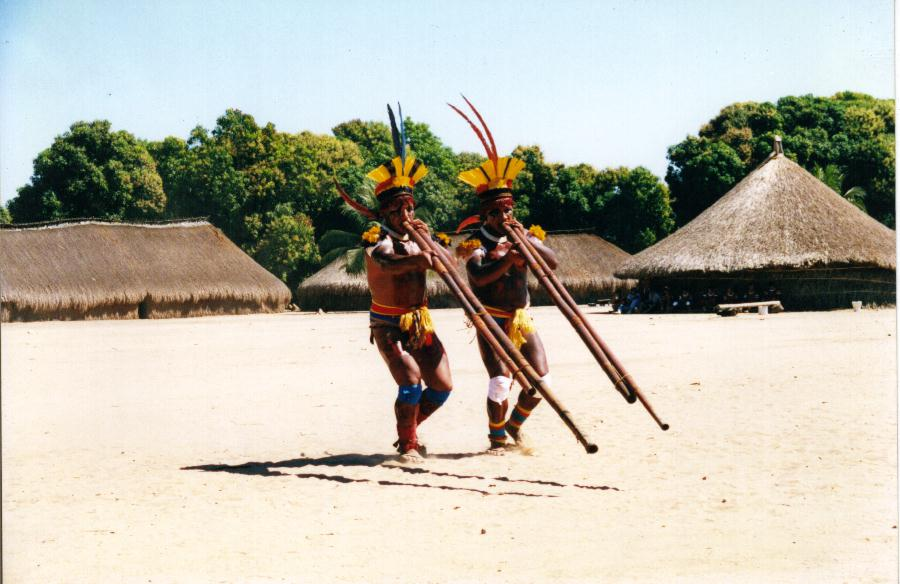
Índios xinguanos tocando a flauta do "Uruá"

A área do Parque Nacional do Xingu, hoje Parque Indígena do Xingu, que conta com mais de 27 mil quilômetros quadrados, está situado ao norte do estado de Mato Grosso, numa zona de transição florística entre o planalto central e a Amazônia. A região, toda ela plana, onde predominam as matas altas entremeadas de cerrados e campos, é cortada pelos formadores do Xingu e pelos seus primeiros afluentes da direita e da esquerda. Os cursos formadores são os Rios Kuluene, Ronuro e Batoví. Os afluentes, os Rios Suiá Miçu, Maritsauá Miçu, Auaiá Miçu, Uaiá Miçu e o Jarina, próximo da cachoeira de Von Martius.

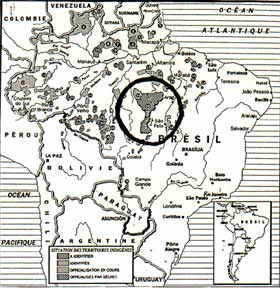
Localização do Parque Indígena do Xingu

Atualmente, vivem na área do Xingu, aproximadamente 5.500 índios de catorze etnias diferentes pertencentes às quatro grandes famílias linguísticas indígenas do Brasil: Carib, Aruak, Tupi, Jê. Centros de estudo, inclusive a UNESCO, consideram essa área como sendo o mais belo mosaico linguístico puro do país. As tribos que vivem na região são: Kuikuro, Kalapálo, Nafukuá, Matipú, Mehinaku, Awetí, Waurá, Yawalapiti, Kamayurá, Trumái, Suyá (Kisedjê), Juruna (Yudjá), Txikão (Ikpeng), Kayabí, Mebengôkre e Kreen-Akarôre (Panará).
Foi também Orlando Villas-Bôas e seu irmão Cláudio quem, por solicitação do Marechal Rondon, plantou o Centro Geográfico Brasil, às margens do rio Xingu (17.800 metros para o interior).

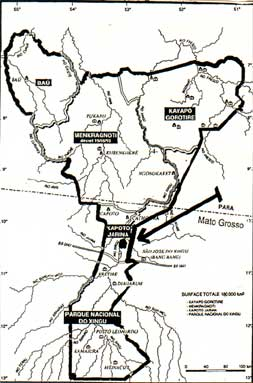
Parque Indígena do Xingu

O estabelecimento de campos de apoio e pontos de segurança de voo, na rota do Brasil central, proporcionou à aeronáutica civil substancial economia em horas de voo, principalmente nos cursos internacionais. E foram esses, sem dúvida, os objetivos que levaram à instalação, hoje dos núcleos de proteção de voo de Aragarças, Xavantina, Xingu, Cachimbo(hoje a maior base aérea militar do Brasil) e Jacareacanga. Nesses trabalhos estiveram empenhados os irmãos Villas-Bôas que, a partir de Xavantina, foram os responsáveis por toda uma marcha desbravadora, como também, locação dos pontos e dos campos pioneiros. Logicamente, tudo isso foi feito mediante pagamento de pesado tributo, cobrado pelo sertão e suas áreas insalubres.  Para testemunhar, duas centenas de malárias que a cada um se registra.
Após encerrarem suas atividades no Parque Indígena do Xingu, os dois Villas-Bôas (Orlando e Cláudio), aposentados, continuaram atuando como assessores da presidência da Fundação Nacional do Índio (Funai).

## Estimativa dos trabalhos realizados

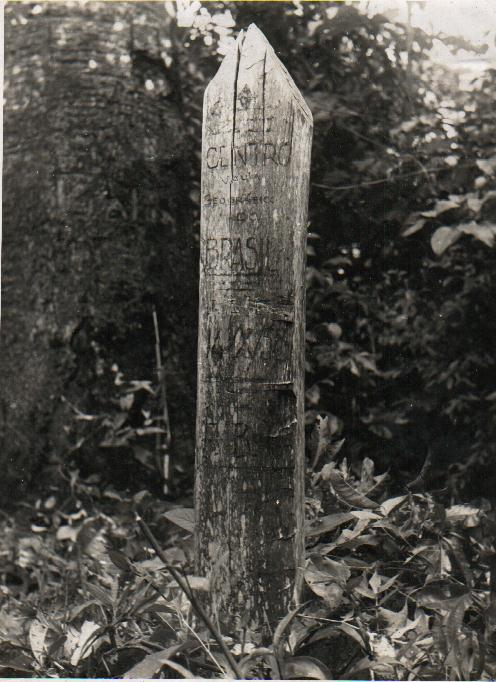
Marco do centro geográfico brasileiro, plantado pelos irmãos Villas-Bôas a pedido do Marechal Rondon

- Expedição Roncador-Xingu - picadas: cerca de 1.500 quilômetros;
- Rios navegados (explorados): cerca de 1.000 quilômetros;
- Campos abertos (inclusive aldeias): 19;
- Campos (hoje bases militares para a segurança de voo): 4;
- Rios desconhecidos (levantados e explorados): 6;
- Marcos de coordenadas: 6;
- Tribos assistidas (aldeias): 18.

Esse intenso trabalho exploratório no interior do Brasil permitiu o mapeamento de um território até então desconhecido.

## Livros
- Xingu: The Indians, Their Myths - Nova Iorque: Farrar/Straus/Giroux, 1973.
- Os náufragos do rios das mortes e outras histórias - Porto Alegre: editora kuarup, 1988.
- Xingu: o velho káia - Porto Alegre: Kuarup, 1989.
- Xingu: os kayabí do rio São Manuel - Porto Alegre: kuarup, 1989.
- Xingu: os índios, seus mitos - Porto alegre: Kuarup, 1990.
- Xingu: os contos do tamoin - Porto Alegre: Kuarup, 1990.
- Xingu: histórias de índios e sertanejos - Porto Alegre: kuarup, 1992.
- Xingu: pueblos indios y sus mitos - Ecuador: Ediciones Abya-Yala, 1994.
- A marcha para o oeste - São Paulo: Editora Globo, 1995.
- Almanaque do sertão - São Paulo: Editora Globo, 1997.
- A arte dos pajés: impressões sobre o universo espiritual do índio xinguano - São Paulo: Editora Globo, 2000.
- Xingu: território tribal - São Paulo: Cultura Editores Associados, 1990. (fotos de Maureen Bisiliat).
- História e causos. São Paulo: FTD, 2005.

## Homenagens
Os três Villas-Bôas receberam diversas homenagens, em razão do trabalho desenvolvido. Depois de falecidos, os irmãos receberam muitas outras láureas. Destacam-se entre elas:

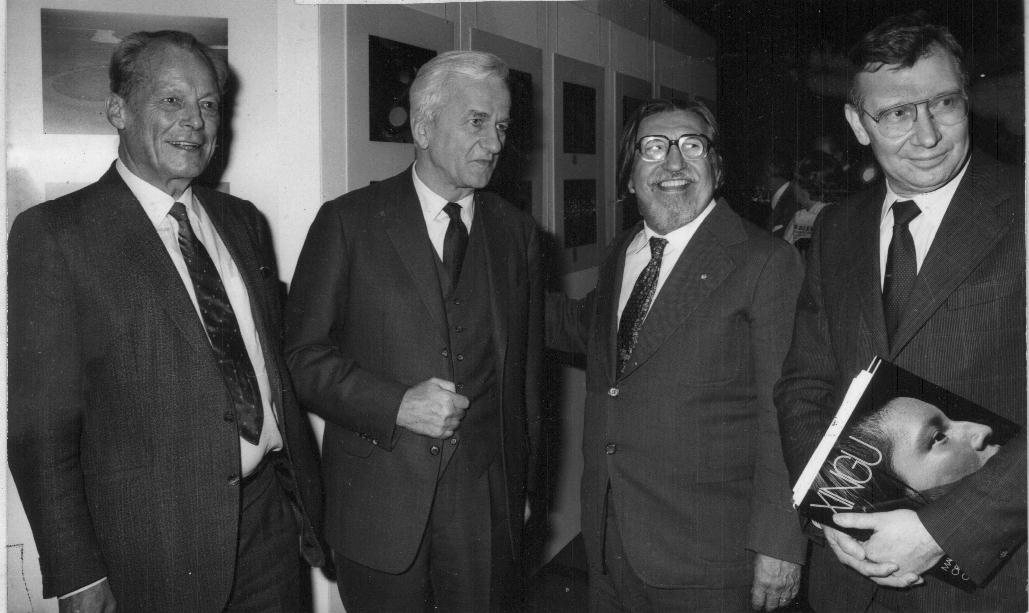
Da esquerda para a direita: Willy Brandt (ex-chanceler alemão e premiado com o Nobel da Paz), Richard von Weizsäcker (presidente da Alemanha), Orlando Villas-Bôas em 1984 na Alemanha.

- Medalha do Fundador, concedida pela Royal Geographical Society of London, com a aprovação da Rainha da Inglaterra;
- As mais altas condecorações brasileiras como o “Grau Oficial da Ordem do Rio Branco” e "Grão Mestre da Ordem Nacional do Mérito";
- Membros do "The Explorers Club of New York" ;
- Foi apresentado para o "Prêmio Nehhu da Paz", bem como para o "Prêmio Nobel da Paz" com indicações de Julian Huxley e Claude Lévi-Strauss.

Receberam, ainda, cinco títulos "doutor Honoris causa" de universidades estaduais e federais brasileiras e algumas dezenas de títulos de cidadãos honorários de todo território brasileiro.

## Cronologia

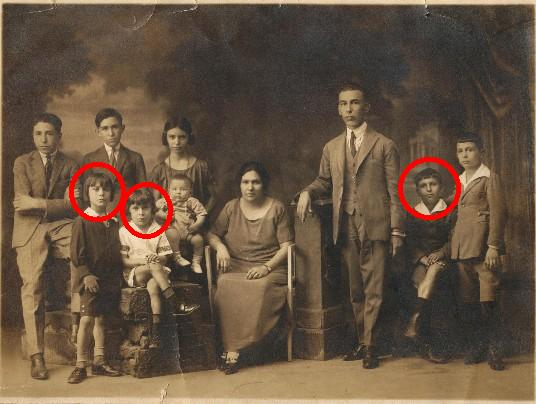
Cláudio, Leonardo e Orlando Vilas-boas (no destaque) com os pais, Agnello e Arlinda, e os irmãos Erasmo, Acrísio, Maria de Lourdes, Álvaro e Nelson, 1924

- 1914	  Nasce Orlando Villas-Bôas em Santa Cruz do Rio Pardo (SP)
- 1916	  Nasce Cláudio Villas-Bôas em Botucatu (SP)
- 1918	  Nasce Leonardo Villas-Bôas em Botucatu (SP)
- 1935	  Orlando se alista no Exército
- 1939	  Orlando é expulso do Exército por indisciplina
- 1941	  Morte dos pais
- 1943	  É criada a Expedição Roncador-Xingu
- 1944	  O presidente Getúlio Vargas e o Ministro da Guerra Eurico Gaspar Dutra visitam a base principal da Expedição no Rio das Mortes
- 1945	  O grupo atravessa o Rio das Mortes, e seus integrantes constróem o primeiro campo de pouso na área Xavante, o "Campo dos Índios"
- 1946	  Primeiro contato dos Villas-Bôas com os Kalapalo, em seis de outubro
- 1947	  Erguem o posto mais importante, o Jacaré ou Iacaré
- 1949	  Fim da Expedição Roncador-Xingu
- 1950	  Fazem contato com os Kayabi
- 1951	  Abrem o campo de Cachimbo
- 1953	  Os irmãos Cláudio e Orlando encontram e fazem amizade com os Txucarramãe
- 1954	  O estado do Mato Grosso incentiva a ocupação de terras no Alto Xingu, os irmãos protestam por meio dos jornais.
- 1955	  Uma epidemia de gripe atinge o Xingu. O Governo Federal apóia pela primeira vez a criação de uma reserva indígena
- 1956	  Fazem uma expedição para contatar os Txikão (Ikpeng)
- 1958	  Cláudio e Orlando organizam expedição para contatar os índios Suyá
- 1959	  Encontram os índios Suyá
- 1960	  A Expedição contata os índios Txikão
- 1960	  Orlando e Cláudio são encarregados de marcar o centro geográfico do Brasil
- 1961	  Criação do Parque Indígena do Xingu e morte de Leonardo Villas-Bôas, de miocardite reumática
- 1963	  A enfermeira Marina Lopes de Lima chega ao Parque Indígena do Xingu
- 1964	  Contato com os Txikão
- 1967	  É criada a Funai e Orlando recusa a presidência do órgão
- 1969	  Orlando e Marina se casam
- 1970	  O casal vai para São Paulo para o nascimento do primeiro filho: Orlando Villas-Bôas Filho
- 1975	  Nasce Noel Villas-Bôas - nome dado em homenagem ao sanitarista Noel Nutels, amigo do casal
- 1976	  Cláudio e Orlando são indicados ao prêmio Nobel da Paz pela segunda vez pelo resgate das tribos xinguanas
- 1978	  Orlando deixa o cargo de administrador do Xingu
- 1984	  Álvaro é presidente da Funai
- 1984	  Orlando se aposenta
- 1998	  Morre Cláudio Villas-Bôas, em março, e em julho os índios do Xingu fazem um Kuarup em sua homenagem
- 2000	  Orlando é exonerado da Funai
- 2002	  Morre Orlando Villas-Bôas, aos 88 anos, de falência múltipla dos órgãos
- 2003    O maior Kuarup de que se tem notícia é feito em homenagem a Orlando Villas-Bôas.

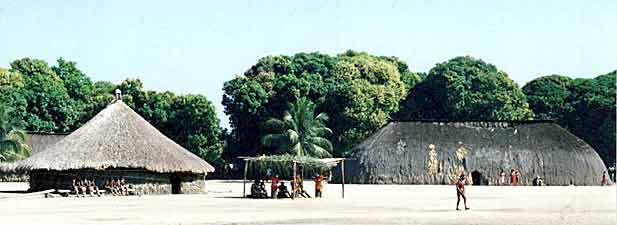
Aldeia Kamayurá, Alto-Xingu

## Filme
Em abril de 2012 foi lançado o longa-metragem Xingu, sobre a vida dos três irmãos. Os irmãos Villas-Bôas foram interpretados por Felipe Camargo, João Miguel e Caio Blat. Cao Hamburger dirigiu o longa.

## Livros sobre os irmãos Villas-Bôas
- COWELL, Adrian. The decade of destruction. Londres: Headway, 1990.
- COWELL, Adrian. The tribe that hides from man. Londres: Pimlinco, 1995.
- COWELL, Adrian. The heart of the forest. Londres: Headway, 1970.
- DAVIS, Shelton. Victims of the miracle: development and the indians of Brazil. Nova York: Cambridge University Press, 1977.
- FERREIRA, Manoel Rodrigues. História dos irmãos Villas Boas. São Paulo: RG Editores Ltda, 1997.
- HEMMING, John. Die if you must: brazilian Indians in the Twentieth Century. Londres: Macmillan, 2003.
- HEMMING, John; HUXLEY, Francis; FUERST, René; BROOKS, Edwin. Tribes of the Amazon Basin in Brazil 1972. London: Charles Knight & CO. LTD. 1973.
- LEOPOLD III OF BELGIUM. Indian enchantment. Nancy: Librarie Hachette, 1967.
- MENGET, Patrick. Au nom des autres: classification des relations sociales chez les Txicao du Haut-Xingu (Brésil). École Pratique des Hautes Études, VIème Section, 1977.
- MENGET, Patrick. Les Indiens du Haut Xingu. In: Hutter, M. Regards sur les Indiens d’Amazonie. Paris: Editions Muséum National d’Histoire Naturelle – Musée de l’Homme, 2000.
- VILLAS-BÔAS FILHO, Orlando (Org.). Orlando Villas-Bôas: expedições, reflexões e registros. São Paulo: Metalivros, 2006.
- VILLAS-BÔAS FILHO, Orlando (Org.). Orlando Villas-Bôas e a construção do indigenismo no Brasil. São Paulo: Editora Mackenzie, 2014.